# Bite My Tongue
«Bite My Tongue» es una canción de la banda británica de rock alternativo You Me at Six, lanzado a través de Virgin Records el 4 de diciembre de 2011 como el segundo sencillo de su tercer álbum de estudio Sinners Never Sleep (2011). El sencillo alcanzó el número 124 en la lista de sencillos del Reino Unido y el número 4 en la lista de sencillos de rock y metal del Reino Unido. La canción cuenta con voces invitadas de Oliver Sykes de Bring Me the Horizon.

## Video musical
Un video musical para acompañar el lanzamiento de "Bite My Tongue" fue lanzado por primera vez en YouTube el 6 de noviembre de 2011 con una duración total de tres minutos y cuarenta y cinco segundos.

## Lista de canciones
| Descarga digital | |          |  |
| N.º              | Título                                                                                               | Duración |  |
| 1.               | «Bite My Tongue» (con Oliver Sykes)                                                                  | 3:42     |  |
| 2.               | «Brother»                                                                                            | 3:17     |  |
| 3.               | «Foo Fighters [medley]» (versiones de Foo Fighters ("Bridge Burning", "All My Life", "Best of You")) | 6:24     |  |

## Posicionamiento en lista
| Lista (2011)                             | Posiciones |
| ---------------------------------------- | ---------- |
| UK Singles (The Official Charts Company) | 124        |
| UK Rock & Metal Singles Chart (OCC)      | 4          |